# 聯合新聞網
聯合新聞網（英語：udn.com）是台灣聯合報系的新聞資訊網站，由聯合線上股份有限公司（簡稱聯合線上）經營的新聞網站平台，內容為聯合報系旗下所有報紙的新聞報導、以及刊載各合作媒體的內容。

## 沿革

《聯合新聞網》標誌（第一代）

聯合新聞網於1999年9月14日上線；2004年7月1日，《聯合線上》宣布即將在興櫃掛牌，並透過倍利國際證券進行輔導。2006年9月6日，《聯合線上》正式在興櫃掛牌，（興櫃市場：3505）。2017年10月13日，《聯合線上》董事會決議終止興櫃股票櫃檯買賣及停止股票公開發行。

## 遭中国大陆封鎖
依據GreatFire測試，其網站在中國大陸被中華人民共和國的防火長城封鎖，即當地網民無法正常訪問該網站，2012年2月或更早起遭受封鎖至今。

## 參照
- 聯合報

## 外部連結
- 官方网站